# Pence (Indiana)

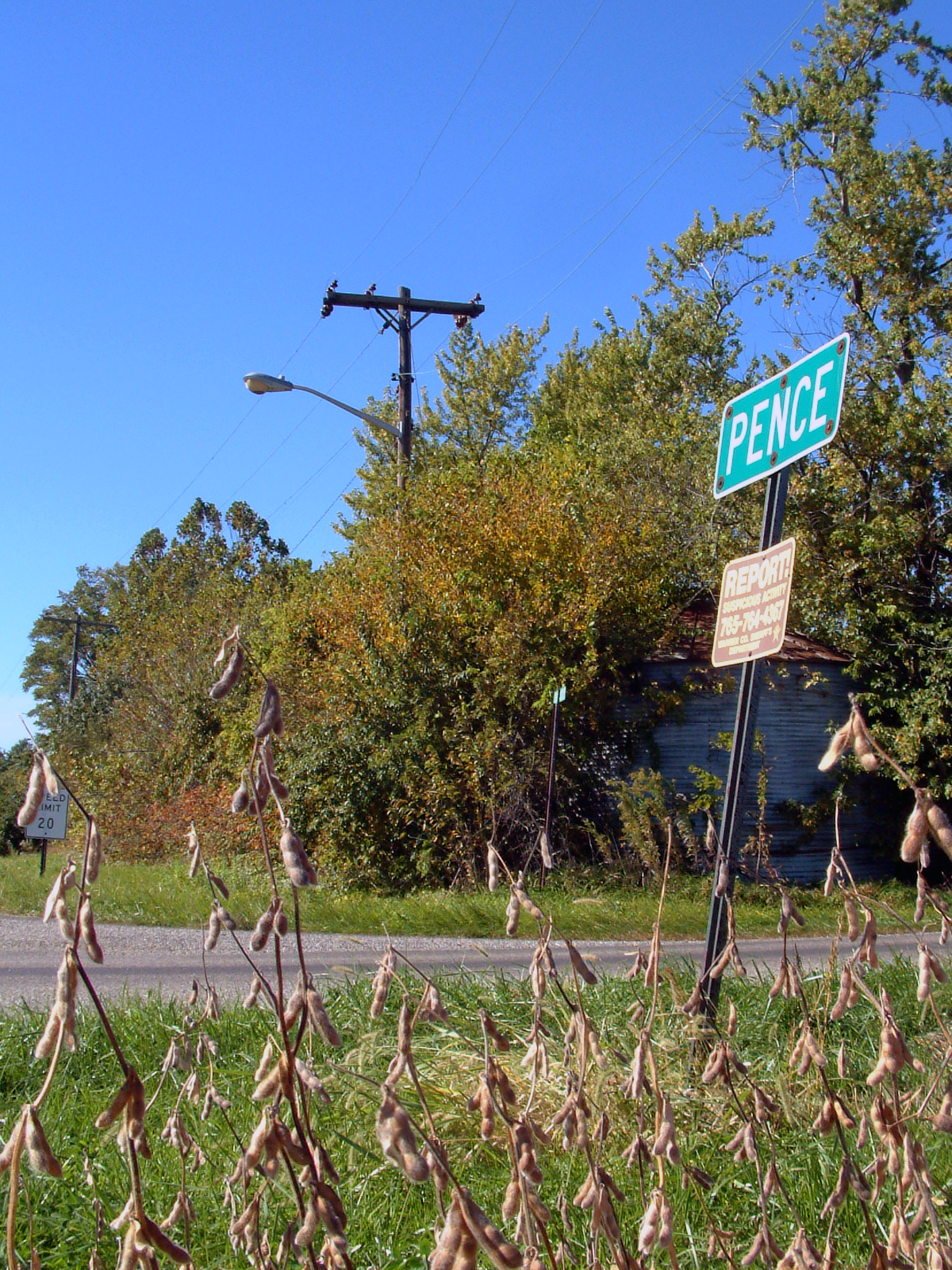
L'entrée du village.

Pence est une localité non incorporée située dans le Jordan Township, comté de Warren, dans l'Indiana, aux États-Unis.